# Protophysik
Protophysik ist ein philosophisches Programm methodischer Physikbegründung. Messgeräte wie etwa eine Uhr werden nach Prinzipien definiert und ermöglichen so einen umstrittenen nichtempirischen Zugang zu den Grundlagen der Physik. Der Begriff des empirischen Messens soll mit Messgerätenormen vorbereitet werden.

## Einführung
Die Protophysik ist ein Teilbereich des Methodischen Konstruktivismus und knüpft an Theorien von Immanuel Kant und Hugo Dingler an. Ihre Ausarbeitung wurde von Paul Lorenzen mit Peter Janich und Rüdiger Inhetveen in den 1960/70er Jahren begonnen. Protophysik hat mit allen Prototheorien dieser methodischen begründeten Art gemeinsam, dass sie eine Ausarbeitung des Wissens darstellt, das bereits in vorwissenschaftlichen oder lebensweltlichen Zusammenhängen beispielsweise bei der Landvermessung zur Verfügung steht. Prototheoretische Bemühungen solcher Art bestehen darin, derart lebenspraktisch erworbenes Wissen zu wissenschaftlichen Zwecken soweit nötig und möglich begrifflich zu präzisieren, in eine methodische Ordnung zu bringen und sprachlich zusammenhängend darzustellen.
Die Protophysik wird gelegentlich als direkter Beitrag zur Physik und nicht als lediglich rekonstruktive Begründung von in der Physik eingesetzten Messverfahren angesehen, aber auch unabhängig davon von der überwiegenden Mehrheit der Physiker ignoriert oder abgelehnt. Der Nutzen der Protophysik liegt in der Herausarbeitung von Rolle und Reichweite der Verfahrensnormen im Aufbau physikalischer Theorien, von denen sich empirisch gehaltvolle Aussagen dann besser abgrenzen lassen.
Die ersten Diskussionen zur Protophysik entstanden im Münchner Dingler-Kreis, der mit der Deutschen Physik in Verbindung gebracht wird, weil die Arbeiten Einsteins und anderer teilweise antisemitisch motiviert abgelehnt wurden.
Während der Zeit der NS-Diktatur wurde die Deutsche Physik als Hauptrichtung der Physik in Deutschland angesehen und bedeutende Physiker wie etwa Albert Einstein, Lise Meitner und Niels Bohr wurden angefeindet und mussten auswandern.

## Herstellung von Messgeräten
Die Frage nach der Definition einer Ebene wird pragmatisch über die Herstellung von Ebenen beantwortet. Ebene Gegenstände werden mittels Dreiplatten-Schleifverfahren bestimmt: Drei Platten, die wechselseitig und bei beliebiger Verschiebung aneinander passen, müssen eben sein. Bei zwei Platten könnte es sich noch um eine konkave und eine konvexe Kugelfläche von gleichem Radius handeln; das gleichzeitige Passen mit einer dritten Platte schließt aber diese Möglichkeit aus. Als Vorschrift zur Herstellung von Ebenen gilt also, drei Platten so lange zu beschleifen, bis die wechselseitige Passung erreicht ist. Aus dieser Herstellungsnorm folgt zum Beispiel ohne weiteres, dass eine Ebene in sich übergeht, egal wie weit man sie entlang ihrer selbst verschiebt: Dies ist ein Teil der Passbedingung. Von den Ebenen ausgehend werden Geraden als Kanten zwischen beschliffenen Ebenen eingeführt, und daraus letzten Endes eine Euklidische Geometrie aufgebaut. 1969 sorgte das provozierend wirkende Buch „Die Protophysik der Zeit“ von Peter Janich kurze Zeit für wissenschaftliche Aufregung und eine rege philosophische Debatte: Eine Uhr wird protophysikalisch als zu seinen baugleichen Kopien schubsynchroner Taktgeber definiert. Durch das phasenversetzt gemeinsame Ticken der Geräte gibt es keine Ungleichmäßigkeit. Janich führte die Protophysik noch weiter und beschäftigte sich nach der Geometrie und Chronometrie auch mit einer Grundlegung der Massentheorie. Paul Lorenzen entwickelte eine Protophysik der Stochastik. Dabei wird analog zur Ebene oder Uhr operativ definiert, was ein Zufallsgenerator ist.

## Verhältnis zur Relativitätstheorie
Siehe auch: Kritik an der Relativitätstheorie#Konventionalismus, Protophysik
Hugo Dingler lehnte als Protophysiker die Spezielle Relativitätstheorie als zirkulär ab. Er war der Überzeugung, dass die Galilei-Transformation fundamentaler sei als die Lorentz-Transformation. – Aus Sicht der relativistischen Physik ist Dinglers Versuch anachronistisch, Ebenen mit dem dinglerschen Drei-Platten-Schleifverfahren herstellend zu definieren. Die Relativitätstheorie führt zu einer Nichteuklidischen Geometrie bei der gerade nicht im Vorhinein von starren Körpern ausgegangen wird.
Heutige Protophysiker, die den genannten Widerspruch zur Relativitätstheorie auflösen wollen, argumentieren in der physikalischen Grundlagendiskussion meist ohne die empirischen Ergebnisse zu leugnen. Paul Lorenzen knüpft an einen frühen Ansatz des Mitbegründers der Relativitätstheorie Hendrik Antoon Lorentz an, der die Uhren-Dilatation als Prozessdilatation und nicht als Zeitdilatation interpretierte. Die nach Lorentz benannte Lorentzkontraktion wird als Kontraktion der Gegenstände und nicht als Kontraktion der geometrischen Maßstäbe angesehen. Lorenzen bestreitet anschließend die Mehrheitsmeinung der Physiker, dass die Konsequenz der Allgemeinen Relativitätstheorie eine tatsächliche Krümmung der Raumzeit sei. Er sieht im metrischen Tensor {\displaystyle g_{\mu \nu }} der einsteinschen Feldgleichungen vielmehr „nur“ eine mathematische Beschreibung. Lorenzen interpretierte dazu ein Standardwerk des Nobelpreisträgers Steven Weinberg, das eine Interpretation der allgemeinen Relativitätstheorie mit klassischer Geometrie ermöglicht. Die nichteuklidischen, relativistischen Riemannschen Mannigfaltigkeiten werden von den Protophysikern nicht als eigentliche Geometrie, sondern als Hilfsmittel angesehen, die felddynamischen Effekte und die Umrechnungen von Inertialsystemen zu beschreiben.